# Delta (film)
A Delta 2008-ban elkészült magyar film, Mundruczó Kornél rendezésében, melynek bemutatója 2008. február 8-án volt a 39. Magyar Filmszemlén. A filmet meghívták a 2008-as cannes-i fesztivál versenyprogramjába, ahol elnyerte a Filmkritikusok Nemzetközi Szövetsége díját.

## A film cselekménye
A történet a Duna-deltában játszódik és az emberiség természettel való kapcsolatáról és az életben felbukkanó válaszutak sokaságáról szól. A film főhőse, a hallgatag Mihail egy világot járt külföldön élő fiatal, aki hazaérkezik a családjához: anyjához, annak élettársához, és az addig nem ismert húgához. Fauna, a félénk, törékeny lány beleszeret bátyjába, s vele tart annak düledező Duna-deltabeli viskójába. Távol mindenkitől, a két testvér cölöpökre kezd házat építeni, hogy ott – kizárva a világot – együtt élhessenek. Ez azonban lehetetlen, mivel a természetellenes kapcsolatot környezetük nem fogadja el.
A rendező célja nem egy vérfertőző történet hangsúlyozása. A film valós fókusza az emberi elfajzás, valamint Mihail és Fauna próbálkozásai, hogy ebből minél kevesebbet tapasztaljanak meg. Végül azonban álmaikat összerombolják.

## Főbb szereplők
| Szereplő             | Színész       |
| -------------------- | ------------- |
| Mihail               | Lajkó Félix   |
| Fauna                | Tóth Orsi     |
| Az anya              | Monori Lili   |
| Az anya szeretője    | Gáspár Sándor |
|                      | Martin Wuttke |
| Mihail (eredetileg)  | Bertók Lajos  |
| Az anya (eredetileg) | Kiss Mari     |

## Érdekességek
- A jelenetek nagy részét Romániában, az igazi Duna-deltában forgatták.
- A film mintegy fele már elkészült, amikor a főszerepet játszó Bertók Lajos hirtelen halála miatt a forgatást meg kellett szakítani. A film jelentős részét újraforgatták, immár Lajkó Félix főszereplésével és az anya szerepében Kiss Marit felváltó Monori Lilivel.
- Az újraforgatás miatt a film költségvetése felborult, s csak újabb befektetők felkutatása után tudták folytatni a munkát.
- A film hangulatán többször érződik Pilinszky János hatása a rendezőre. Ezt maga Mundruczó Kornél is említette a pécsi premieren, melyet szeptember 11-én tartottak az Apolló moziban.

## Bemutatók
- 2008. február 2.  Magyarország (filmszemle)
- 2008. május 20.  Franciaország (cannes-i fesztivál)

## Díjak
- Magyar Filmszemle (2008)
  - Mundruczó Kornél – fődíj
  - Lajkó Félix – legjobb eredeti filmzene
  - Mundruczó Kornél – Gene Moskowitz-díj (nemzetközi kritikusok díja)
- 61. Cannes-i Fesztivál (2008)
  - FIPRESCI-díj